# Българска федерация по конен спорт
Българската федерация по конен спорт (БФКС) води организирана спортна дейност от 1914 г. под името Български жокей клуб, а 5 години по-късно се регистрира като с настоящото си име.
Федерацията е член на Международната федерация по конен спорт (FEI) от 1928 г. и е съучередител на Европейската федерация по конен спорт от началото на 2010 г.
БФКС развива дисциплините: прескачане на препятствия, обездка, всестранна езда и издръжливост.

## История
С индивидуални състезатели и отбори взема участие в дисциплините всестранна езда, обездка и прескачане на препятствия в 11 олимпийските игри в периода 1924 – 2004 г.
През 2011 г. БФКС организира 68 състезания в страната, като 3 от тях са престижни международни прояви – Балканския шампионат по всестранна езда (13 – 15 май, Шумен), Световната купа по прескачане на препятствия (2 – 5 юни, Божурище) и Балканския шампионат по издръжливост (26 – 28 август, Копривщица).
В БФКС членуват 83 клуба по конен спорт. Федерацията развива дейността си в 40 населени места в страната чрез широка и пълноценно функционираща мрежа от клубове и бази по конен спорт. Картотекирани чрез клубовете за участие в състезания на БФКС са 432 състезатели и 652 коня.

## Историята в международен аспект
През 1921 г. се създава Международната федерация по конен спорт с цел развитието на конния спорт и конкретните дисциплини. 133 национални федерации членуват в нея към настоящия момент.
През 1909 г. за първи път се провежда турнир за Купата на нациите в Гранд Хол Олимпия, Лондон. През 1929 г. се изработва първият регламент за нейното провеждане. През 1983 г. България е за първи път домакин на състезанието. От тогава до днес са организирани 25 турнира за Световната купа на нациите в България.
През 1968 г. се провежда първият балкански шампионат по конен спорт в Истанбул.

## Интересни факти
Единственият олимпийски спорт, в които няма разделение на полов признак – мъже и жени се състезават заедно в пряка конкуренция.
Единственият олимпийски спорт, в който се състезават човек и животно заедно.
Единственият олимпийски спорт, в който 2 сили и 2 интелекта се обединяват в 1, за да постигнат победата.
Благодарение на уникалното партньорство на конете им 2-ма от най-силните състезатели по конен спорт Крум Лекарски и Константин Венков финишират въпреки сериозни физически травми на големи състезания.

## Спортни успехи

### Най-добри олимпийски постижения индивидуално
- 5-о място – Стокхолм, 1956, Генко Рашков с кобила Еуфория – всестранна езда
- 5-о място – Москва, 1980, Цветан Дончев с кон Медисон – всестранна езда
- 9-о място – Москва, 1980, Борис Павлов с кон Монблан – прескачане на препятствия
- 20-о място – Сидней, 2000, Росен Райчев с кон Премиер Крю – прескачане на препятствия

#### Най-добри балкански постижения индивидуално и отборно
- 1-во място – 1969 година – Стефан Шопов – прескачане на препятствия
- 1-во място – 2001 година – Ивайло Любенов – прескачане на препятствия
- 1-во място – 1973, 1981 и 1987 година – Георги Гаджев – обездка
- 1-во място – 2000 година – Христо Георгиев – обездка
- 1-во място – 2005 и 2008 година – Светлозар Касчиев – обездка
- 1-во място – 1969 година – Христо Денев – всестранна езда
- 1-во място – 1979 година – Иван Боев – всестранна езда
- 1-во място – 2000 година – Владислав Денчев – всестранна езда
- 1-во място – 2003 година – Венето Тенев – всестранна езда (Състезателят е разследван от полицията за насилие и нападение над жени на територията на конна база 'Хан Аспарух'. Действията на състезателя не отразяват политиката и позицията на БФКС)
- 1-во място – 2003 година – отборно – всестранна езда
- 1-во място – 2005 година – Мирослав Илиев – всестранна езда
- 2-ро място – 2005 година – Иван Добрев – всестранна езда
- 1-во място – 2008 година – Светлин Иванов – всестранна езда
- 3-то място – 2008 година – Андрей Сашев – всестранна езда
- 1-во място – 2009 година – отборно – всестранна езда
- 1-во място – 2009 година – Ивелин Вълев с кобила Пина Колада – прескачане на препятствия
- 1-во място – 2010 година – Ивелин Вълев с Екита – прескачане на препятствия
- 1-во място – 2011 година – отборно – всестранна езда
- 1-во място – 2011 година – Мирослав Боршош с кон Мунир Б – издръжливост
- 1-во място – 2012 година – Иван Добрев с Никита – всестранна езда
- 1-во място -2013 година – Мирослав Илиев с Лазурен – всестранна езда
- 2-ро място – 2013 година – Иван Добрев със Соларис – всестранна езда
- 1-во място – 2013 година – отборно – всестранна езда

В периода 1997 – 2010 г. България е спечелила 3 индивидуални световни купи – 2 пъти Саманта Макинтош и една на Росен Райчев.

#### Най-добри олимпийски постижения отборно
- сребърен медал на Олимпийските игри в Москва, 1980 г. в дисциплината обездка с отбор: Георги Гаджев с Внимателен, Петър Мандаджиев с Чибор, Светослав Иванов с Алеко
- 6-o място отборно на Олимпийските игри в Москва, 1980 г. в дисциплината прескачане на препятствия с отбор: Борис Павлов с Монблан, Никола Димитров с Валс, Димитър Генов с Макбет, Христо Качов с Повод

#### Най-добри европейски постижения отборно
- 5-о място отборно по всестранна езда на европейско първенство в Херугейт, Англия през 1957 година
- 5-о място отборно по всестранна езда на европейско първенство в Киев през 1973 година

#### Най-добри балкански постижения отборно
- 3 балкански отборни титли в дисциплината издръжливост – 2010 г. в Кападокия, Турция, 2009 г. в Сърбия и 2008 г. в Румъния
- 1-во място отборно – 2009 година – отборът на жените балкански шампион по прескачане на препятствия
- 1-во място отборно в балкански шампионат – България, 2009 година – всестранна езда
- 2-ро място отборно – България, 2010 – прескачане на препятствия

В периода 1997 – 2010 г. България е 7 пъти победител в турнира за Купата на нациите, организиран в София.

## Актуални събития и резултати
През първата половина на 2011 г. Българска федерация по конен спорт организира 2 големи международни състезателни прояви в страната – Балкански шампионат по всестранна езда (13 – 15 май, Шумен) и Световна купа по прескачане на препятствия (2 – 5 юни, Божурище).
Големият успех от състезанието в Шумен е балканската титла за отбора по всестранна езда в състав: Светлин Иванов с кон Миг, Илиян Искъров с кон Карлщат и Веселин Петров с кон Адлер.
Победител в международния турнир CIC2* по всестранна езда става българският състезател Светлин Иванов с кон Назир, а Марио Бировски с Нимфа и Милослав Илиев с Нигара печелят съответно второто и третото място в надпреварата.
Български успех има и в международния турнир CCI1* в дисциплината и той е за Светлозар Славчев с кобила Денсинг Мейдън и за Веселин Петров с кон Адлер, които постигат второ и трето място във финалното класиране.
Световната купа по прескачане на препятствия, която се провежда в началото на юни на конно-спортна база „Ген. Крум Лекарски“ в Божурище е най-авторитетната международна проява, на която страната е домакин през 2011 г. и донася множество поводи за национална гордост. Българският национален отбор в дисциплината прескачане на препятствия със селекционер настоящия балкански шампион Ивелин Вълев триумфира с Купата на нациите с категорична и емоционална победа. Успехът за страната постигат: Калин Неделчев с кон Се Мон Ами, Аспарух Атанасов с кобила Джесика де Боа, Росен Райчев с Уинчестър ван де Бадеборн и Валентин Вълков с Били Кинг, които печелят титлата само с 28 наказателни точки и изпреварват отборите на Унгария и Турция, които остават на второ и трето място.
Гранд При Божурище 2011 г. също завършва с българския химн. Калин Неделчев с кон Се Мон Ами триумфира с купата след оспорвана финална надпревара и напрегнат бараж. Второто място отново е за българска състезателна двойка – Ангел Няголов и С.И.Е.К. Кастекели Фин.
Световната купа по прескачане на препятствие в Божурище е квалификация за Европейското първенство за мъже и юноши по прескачане на препятствия през 2011 г. и за Олимпийските игри в Лондон през 2012.